# Квенштедт (Арнштайн)
Квенштедт (нем. Quenstedt) — деревня в Германии, в земле Саксония-Анхальт. Входит в состав города Арнштайн района Мансфельд-Зюдхарц.
Население составляет 846 человек (на 31 декабря 2006 года). Занимает площадь 15,20 км².
Впервые упоминается в 992 году как Квенштеди.
До 31 декабря 2009 года Квенштедт имел статус общины (коммуны). 1 января 2010 года населённый пункт вошёл в состав нового города Арнштайн. Последним бургомистром общины был Георг Лакоми.